# Ptilodon sachalinensis
Ptilodon sachalinensis är en fjärilsart som beskrevs av Matsumura 1934. Ptilodon sachalinensis ingår i släktet Ptilodon och familjen tandspinnare. Inga underarter finns listade.